# 9th Wonder
9th Wonder, właściwie Patrick Douthit (ur. 15 stycznia 1975 w Winston-Salem) – amerykański producent hip-hopowy. Karierę rozpoczął w zespole Little Brother, który opuścił w 2007. Wyprodukował 12 albumów dla innych muzyków, wydał 3 płyty solowe oraz cztery albumy zawierające remiksy utworów innych artystów. Współpracował łącznie z takimi artystami jak Mary J. Blige, Lil Wayne, Wale, Jay-Z, MURS, Drake, Buckshot, Destiny's Child, Obie Trice, Erykah Badu, Ludacris czy David Banner.

## Dyskografia

### Albumy solowe
- Dream Merchant Vol. 1 (2005)
- Dream Merchant Vol. 2 (2007)
- The Wonder Years (2009)

### Współpraca
- Little Brother – The Listening (2003)
- MURS & 9th Wonder – Murs 3:16: The 9th Edition (2004)
- Buckshot & 9th Wonder – Chemistry (2005)
- Kaze & 9th Wonder – Spirit Of '94: Version 9.0 (2005)
- Little Brother – The Minstrel Show (2005)
- MURS & 9th Wonder – Murray's Revenge (2006)
- Skyzoo & 9th Wonder – Cloud 9: The Three Day High (2006)
- Pete Rock & 9th Wonder – Class Is In Session (2007)
- Buckshot & 9th Wonder – The Formula (2008)
- Jean Grae & 9th Wonder – Jeanius (2008)
- MURS & 9th Wonder – Sweet Lord (2008)
- Spectac & 9th Wonder – The Corner of Spec & 9th (2008)
- E. Ness & 9th Wonder – The W.ide W.Orld of W.Rap (2008)
- Tyler Woods & 9th Wonder – The R&B Sensation Mixtape (2009)
- Wale & 9th Wonder – Back To The Feature (2009)
- Thee Tom Hardy & 9th Wonder – Curse of thee Green Faceded (2009)
- MURS & 9th Wonder – Fornever (2010)
- David Banner & 9th Wonder – Death of a Pop Star (2010)
- Buckshot & 9th Wonder – The Solution (2012)

### Albumy z remixami
- ...Invented the Remix (2003)
- God's Stepson (zremiksowana wersja albumu God's Son) (2003)
- Black is Back! (zremiksowana wersja albumu The Black Album) (2004)
- 9th Invented the Remix... Again (2010)